# Felix Alvo

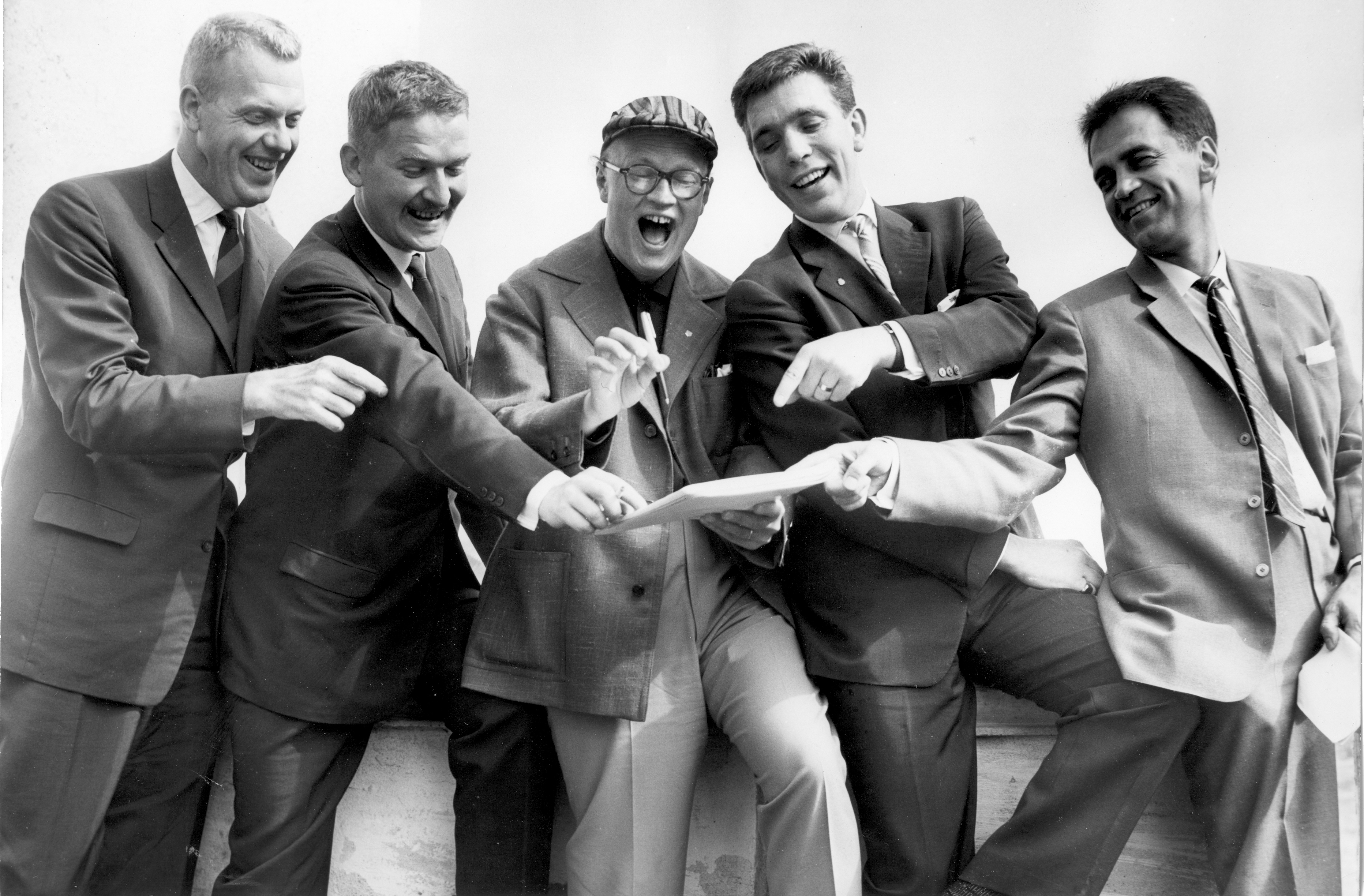
De izq. a der.: Tage Danielsson, Hans Alfredson, Povel Ramel, Owe Thörnqvist y Felix Alvo (1961)

Felix Alvo (9 de febrero de 1918 - 26 de mayo de 1974) fue un actor y productor de nacionalidad sueca.
Nacido en Njurunda, en la Provincia de Västernorrland (Suecia), en 1952 inició su colaboración con Povel Ramel. Se hicieron cargo del Odeonteatern de Estocolmo, que pasó a llamarse Idéon, y en el que se produjeron diferentes revistas de la serie Knäppupp.
Felix Alvo falleció en las Islas Canarias, España, en el año 1974.

## Filmografía

### Productor
- 1956 : Ratataa
- 1957 : Far till sol och vår
- 1958 : Den store amatören
- 1959 : Sköna Susanna och gubbarna

### Actor
- 1941 : Hem från Babylon
- 1941 : Soliga Solberg
- 1944 : Excellensen
- 1949 : Kvinnan som försvann
- 1949 : Flickan från tredje raden
- 1950 : Restaurant Intim